# 水野千夏
水野 千夏（みずの ちか、1965年12月13日 - ）は、日本の女優。東京都出身。劇団朋友所属。以前は九プロダクションに所属していた。

## 出演作品

### 舞台
- ガラスの家族（主演）
- パパあべこべぼく（主演）
- 虹の橋（主演）
- 帰去来
- 山彦ものがたり
- 枯れすすき
- 幸福
- 法王庁の避妊法
- OnとOffのセレナーデ
- 動物会議
- 明日の幸福
- 木曜組曲
- かもめ
- 真砂女
- 吾輩はウツである
- ら・ら・ら
- 今夜そこから見下ろして
- 蝸牛庵物語

### テレビ
- 渡る世間は鬼ばかり
- もういちど家族
- 家族の物語
- 娘よ
- 芸者と第九
- 誘われて二人旅
- お天気チャンネル
- 謎学の旅
- 東芝日曜劇場
- 花王愛の劇場

### 映画
- 草の乱（落合ウラ）

### 吹き替え
- あいつはママのボーイフレンド（エミリー）
- アンフォゲッタブル 完全記憶捜査
- ER緊急救命室シーズン14 #7（チケット係〈ダイアナ・ギテルマン〉）
- エアポート2002
- エージェント・オブ・ウォー（ナタリー）
- S．L．コア
- ガーゴイルズ
- ガルフ・ウォー
- キング・オブ・パイレーツ
- 黒武者2
- ザ・ソプラノズ 哀愁のマフィア
- ザ・プラクティス ボストン弁護士ファイル
- ザ・マーキュリープロジェクト
- 実験室KR-13（エミリー・ライリー）
- シマロン（ディクシー）
- ゾンビ
- ディフェンダーズ 闘う弁護士
- ニトロ
- NUMBERS 天才数学者の事件ファイルシーズン3（ミリー）
- バッドボーイズ2バッド
- ハロウィンII
- ファントムフォース
- 冬のソナタアニメ版（カン・ミヒ）
- Hey!レイモンド
- ポスト・インパクト
- ボトム・ダウン
- マーサ・スチュワート・リビング
- マネーボール
- マリーゴールド・ホテルで会いましょう（キャロル・パー）
  - マリーゴールド・ホテル 幸せへの第二章
- マンデラ 自由への長い道（デ・コック夫人）
- ミレニアム ドラゴン・タトゥーの女
- 名探偵ポワロ ヘラクレスの難業（カトリーナ）
- メントーズ 世界の偉人たちからのメッセージ
- リプリーズ・ゲーム（ルイーザ・ハラーリ）
- レジェンド・オブ・ザ・クラウン
- 609
- ワールドウォー3

### アニメ
- こてんこてんこ（ミューズ〈代役〉、フアル 他）
- アニメ冬のソナタ（カン・ミヒ）
- 爆走キッズ 龍一&京平（龍一）
- ニーナがまんできない（ママ）